# Nephelaphyllum
Nephelaphyllum es un género con once especies de orquídeas epífitas. Es originario del sudeste de Asia.

## Descripción
Son plantas que tienen hojas carnosas desde un pequeño psuedobulbo y flores no recogidas. Su forma de cultivo es similar al tropical género Phaius.

## Distribución
Se encuentran en el sudeste de Asia:  Malasia, Indonesia, Filipinas y Vietnam.

## Taxonomía
El género fue descrito por Carl Ludwig Blume y publicado en Bijdragen tot de flora van Nederlandsch Indië 372. 1825.
Etimología
El nombre del género se refiere a las manchas como una nube que tiene sobre la hoja.

## Especies
| - Nephelaphyllum aureum J.J.Wood in C.L.Chan. & al., 1994. - Nephelaphyllum beccarii Schltr., 1911. - Nephelaphyllum cordifolium (Lindl.) Blume, 1858. - Nephelaphyllum flabellatum Ames & C.Schweinf. in O.Ames, 1920. - Nephelaphyllum gracile Schltr., 1906. - Nephelaphyllum laciniatum J.J.Sm., 1933. - Nephelaphyllum mindorense Ames, 1907. - Nephelaphyllum pulchrum Blume, 1825. - Nephelaphyllum pulchrum var. pulchrum - Nephelaphyllum pulchrum var. sikkimensis Hook.f., 1890. - Nephelaphyllum tenuiflorum Blume,1825 - Nephelaphyllum trapoides J.J.Sm., 1927 - Nephelaphyllum verruculosum Carr, 1935 |